# Provinz Rehamna

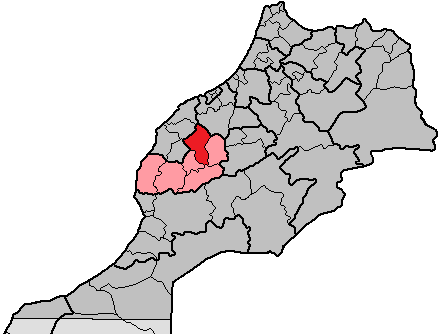
Provinz Rehamna in der ehemaligen Region Marrakesch-Tensift-Al Haouz

Die etwa 5800 km² große und ca. 300.000 Einwohner zählende Provinz Rehamna oder Rhamna (arabisch: إقليم الرحامنة) ist seit 2015 Teil der marokkanischen Region Marrakesch-Safi (davor Marrakesch-Tensift-Al Haouz). Die Provinz besteht aus zwei Städten (Ben Guerir und Sidi Bou Othmane) und 23 Landgemeinden (communes rurales). Provinzhauptstadt ist die Stadt Ben Guerir.

## Geographie

### Lage
Die Provinz Rehamna grenzt im Südwesten an die Provinz Youssoufia, im Nordwesten an die Provinz Sidi Bennour, im Norden an die Provinz El Jadida, im Nordosten an den Fluss Oum er-Rbia bzw. an die Provinz Settat, im Osten an die Provinz El Kelaâ des Sraghna, im Süden an die Provinz Al Haouz und im Südwesten an die Präfektur von Marrakesch.

### Landschaft
Abgesehen von einem etwa 600 m hohen Höhenzug im Zentrum ist der größte Teil der Provinz eher flach und eben mit Höhen um die 250 m.

### Klima
Das Klima ist insgesamt eher heiß und trocken. Die sommerlichen Tageshöchsttemperaturen erreichen 40 °C und mehr; nachts kühlt es sich auf Werte um 10 bis 15 °C ab. Im Winter erreichen die Tageshöchsttemperaturen – je nach Bewölkung – immer noch 20 bis 30 °C; des Nachts fällt das Thermometer auf Werte um 0 bis 10 °C.

## Bevölkerung
Über 90 % der Bevölkerung sind Angehörige verschiedener Berberstämme. Die Männer arbeiten als Landarbeiter, Taxifahrer oder im Bauwesen; viele versuchen auch ihr Glück in Europa. Die führenden Positionen in Wirtschaft und Verwaltung sowie im Gesundheits- und Bildungswesen liegen meist in den Händen der arabisch-stämmigen Bevölkerungsminderheit. Gesprochen wird Marokkanisch-Arabisch.

## Wirtschaft
In dem halbwüstenartigen Klima der Provinz gedeihen Pflanzen nur unter dem Einsatz von Bewässerung, die im Nordosten durch den Oum er-Rbia und im Süden durch den Oued Tensift möglich ist. In den höher gelegenen Binnenregionen der Provinz dominiert immer noch die Zucht von Schafen und Ziegen.

## Geschichte
Über die mittelalterliche Geschichte der Region existieren keine schriftlichen Dokumente. Man kann jedoch davon ausgehen, dass die hier ansässigen Berberstämme als (Halb-)Nomaden lebten. Im 16. Jahrhundert wanderte – der Überlieferung nach – der Stamm der Rhamna (zusammen mit anderen Stämmen) im frühen 16. Jahrhundert aus dem Jemen ein – er wäre also folglich arabischen Ursprungs. Der Stamm unterstützte den Saadier-Sultan Mohammed ech-Cheikh in seinem Kampf gegen die portugiesischen Festungsstädte an der Küste. Der angeblich über 20.000 Personen zählende Stammesverband siedelte in verschiedenen kleinen Dörfern, von denen sich einige während der französischen Kolonialzeit von kleinen Marktflecken zu Kleinstädten fortentwickelten – ein Trend, der in den ersten Jahren nach der Unabhängigkeit Marokkos (1956) vorübergehend ins Stocken kam, sich aber seit den 1970er Jahren wieder verstärkt fortsetzt. Die Provinz Rehamna entstand durch königlichen Erlass im Jahre 2009.

## Sehenswürdigkeiten
In der Provinz Rehamna gibt es weder landschaftliche noch historisch oder kulturell bedeutsame Sehenswürdigkeiten.